# Кондратьєв Михайло Юрійович
Миха́йло Ю́рійович Кондра́тьєв (29 травня 1977 — 7 серпня 2014) — підполковник юстиції (посмертно), учасник російсько-української війни.

## Життєвий шлях
Народився 1977 року в місті Кривий Ріг. Навчався у Криворізькому ліцеї з посиленою військовою та фізичною підготовкою (1993—1995); завершив навчання в Одеському інституті Сухопутних військ України.
Старший офіцер відділу по боротьбі з корупцією, південне територіальне управління ВСП. В зоні бойових дій перебував від 10 червня 2014-го.
6 серпня з Донецької прокуратури надійшло повідомлення — про можливі правопорушення на блокпосту поблизу Первомайська. Для з'ясування обставин виїхали майор юстиції Михайло Кондратьєв, молодший сержант Ігор Діордіца, старший солдат Максим Трачук та водій-солдат Максим Алдошин. Біля села Опитне УАЗ потрапив у засідку терористів.
Після цього Кондратьєв наказав їхати до села Піски, неподалік залізничного мосту автомобіль потрапив під шквальний обстріл, який вчинили терористи з лісосмуги — з обох боків дороги. Майор Кондратьєв зазнав смертельного поранення в голову, решта вояків — різного ступеня тяжкості. Максим Алдошин, попри смертельні поранення, намагався від'їхати, при цьому непритомнів кілька разів.
Без Михайла лишилися дружина Наталія і дві малолітні доньки — Олександра й Надія, мама Надія Михайлівна, сестра Ольга.
9 серпня 2014-го похований у місті Кривий Ріг.

## Нагороди та вшанування
За особисту мужність і героїзм, виявлені у захисті державного суверенітету та територіальної цілісності України, вірність військовій присязі під час російсько-української війни, відзначений — нагороджений
- орденом «За мужність» III ступеня (посмертно)
- його портрет розміщений на меморіалі «Стіна пам'яті полеглих за Україну» у Києві: секція 2, ряд 8, місце 25.
- у серпні 2016 року в розташуванні Східного територіального управління Військової служби правопорядку відкрито пам'ятний знак підполковнику юстиції Михайлові Кондратьєву.
- вшановується 7 серпня на щоденному ранковому церемоніалі вшанування захисників України, які загинули цього дня в різні роки внаслідок російської збройної агресії на Сході України.[1]
- у Криворізькому ліцеї з посиленою військовою та фізичною підготовкою йому встановлено меморіальну дошку[2]